# Festival fantastične književnosti Pazin
Festival fantastične književnosti književna je manifestacija utemeljena 2002. godine koja se svake godine održava u Pazinu i gradu-partneru, koji se mijenja na godišnjoj bazi. Teme festivala vezane su uz književna djela u žanrovima znanstvene fantastike, horora i općenite fantastike.
Za Festival fantastične književnosti svake godine izlazi zbirka hrvatskih kratkih žanrovskih priča koje se prikupljaju natječajem i čija tema je zadana i vezana uz grad-partner.
U sklopu festivala 2006. godine u Kringi je otvorena izložba o Juri Grandu, te su predstavljene i knjige: od autora Borisa Perića knjiga Vampir te zbirka Vampirske priče.